# Abrahamitiske religioner
Abrahamitiske religioner er en fællesbetegnelse for en række religioner med ophav i gammel, semitisk monoteistisk tradition, primært jødedom, kristendom og islam. De kaldes sådan, fordi de sporer deres tradition tilbage til patriarken Abraham. Bahá'í, druserne og rastafarianismen nævnes undertiden også som abrahamitiske religioner, da også disse inkluderer Abraham blandt deres åndelige forfædre. Også mandæismen og sikhismen nævnes undertiden på grund af et vist idéfællesskab eller slægtskab med henholdsvis den jødiske og islamiske tradition, men de regnes ikke for abrahamitiske i egentlig forstand, da de lånte elementer ikke inkluderer Abraham-fortællingerne.
Et karakteristisk fællestræk for de tre store abrahamitiske religioner, jødedom, kristendom og islam, er den lineære tidsmodel: Tiden forløber som en linje fra skabelse til dommedag. Et andet fællestræk er opdelingen af mennesker i troende og vantro.
- Symboler for kristendom, islam, jødedom og bahá'í

## Sammenligning mellem religionerne
|                           | Jødedom | Kristendom | Islam |
| ------------------------- | --- | --- | --- |
| Troen                     | Gud er en personlig, almægtig Gud, der har skabt verden. | Gud er en personlig, almægtig, kærlig Gud, der har skabt verden. Det guddommelige er altså ikke i verden, men uden for verden. (Gud er transcendent) | Gud er en personlig, almægtig, kærlig og retfærdig Gud, der har skabt verden. Gud har forudbestemt alt. Som i kristendommen er det guddommelige uden for verden. |
| Skabelsen                 | Verden er skabt, og skabelsen er en gave. Tidsopfattelsen er lineær. | Verden er skabt, og skabelsen er en gave. Tidsopfattelsen er lineær. Da Gud har skabt verden er der på forhånd en mening med tilværelsen, også selv om mennesket ikke kan se den ("Alt er i Guds hånd") | Verden er skabt. Tidsopfattelsen er lineær. |
| Mennesket                 | Mennesket er skabt i Guds billede. Det er skabt som en enhed af sjæl og legeme. Mennesket er født syndigt og skal derfor være ydmyg overfor gud.                                                                                              | Mennesket er skabt i Guds billede. Det er skabt som en enhed af sjæl og legeme. Mennesket er skabt med en fri vilje. En konsekvens er, at mennesket ofte vælger ikke at følge Guds vilje. | Mennesket er skabt af Gud. Det er en enhed af sjæl og legeme. Det har en fri vilje. |
| Naturen                   | Gud er uden for den skabte verden (transcendent): "Og gud sagde..." "Og Gud så..." (1. Mos., kap. 1) Naturen er underordnet mennesket, da mennesket har fået en særstilling af Gud. Mennesket kan derfor bruge/misbruge naturen, som det vil. | Gud er uden for den skabte verden (transcendent): "Og gud sagde..." "Og Gud så..." (1. Mos., kap. 1) Naturen er underordnet mennesket, da mennesket har fået en særstilling af Gud. Mennesket kan derfor bruge/misbruge naturen, som de vil. | Naturen er underkastet Gud (naturlovene). Gud er uden for den skabte verden (transcendent). |
| Hvad skal mennesket gøre? | Mennesket skal følge Guds vilje og følge de bud, som er indeholdt i Moseloven, og som er en del af den pagt, som Moses indgik med Gud på Sinai Bjerg.                                                                                         | Mennesket skal tro. Gerninger kan ikke hjælpe én til frelse. Når man tror på Gud, prøver man at følge hans vilje, som indeholdt i det dobbelte kærlighedsbud: 1) Du skal elske Herren af hele dit hjerte og af hele den sjæl 2) Du skal elske din næste som dig selv. Hovedbudskabet i kristendommen er da kærlighed. | Mennesket skal underkaste sig Gud ("islam" betyder egentlig "underkastelse", "overgivelse"). Muslimen skal følge de fem søjler. Herved bliver gerninger en frelsesvej modsat kristendommen, hvor troen alene frelser. |
| Livet efter døden         | Kun jøder kan blive frelst, bl.a. ved at drenge har ladet sig omskære. Man har fulgt De 10 bud | Tre frelsesforståelser: 1) Frelse = evigt liv efter døden. 2) Frelse = livet her og nu i kærlighed 3) Frelse = både et liv efter døden og et liv i kærlighed her og nu. Opstandelse indebærer både sjæl og legeme, da mennesket er en enhed. | Kun mennesker, der har levet som muslimer, bliver frelst. Frelsen er er fremtidig begivenhed - foregår efter døden. Muslimer tror på dommedag. |
| Centrale Begreber         | Monoteisme. Gamle Testamente (GT). Synd, som beskrevet i Syndefaldet. | Monoteisme. Ny Testamente (NT). Gud har tre manifestationer: Faderen, Sønnen og Helligånden. Nåde (Latin: Gratia) Nåden er gratis. Den er et resultat af Guds kærlighed til mennesket (Agape). Gud tilgiver mennesket dets synd og har som bevis ladet sin søn, Jesus Kristus, Dø på korset. Pagten ved Jesus Kristus er den nye pagt, der afløser Abrahams pagt i GT. Enhver som tror og lader sig døbe, bliver frelst. De to sakramenter i den luthersk-evangeliske kirke er dåb og nadver. Trobekendelsen: Forsager du Djævlen... Tror du på Gud Fader... Tror du på hans enbårne søn, Jesus Kristus... Tror du på Helligånden. | Monoteisme. Koranen. Sharia er den religiøse lov, der styrer alt, både åndeligt og verdsligt. Teokrati = Præstestyre på grundlag af sharialoven. Koranen er tro kopi af den himmelske Koran, åbenbaret for Muhammed ved hjælp af englen Gabriel. Jesus er en profet blandt mange. Muhammed er profeternes segl (dvs. den sidste profet i profetrækken). Trobekendelsen: Der ingen Gud uden Allah, og Muhammed er hans profet. |